# Anders Bengtsson (skådespelare)
Anders Fritiof Bengtsson, född 20 november 1869 i Jakobs församling, Stockholm, död 25 april 1946. Kyrkobokförd på församlingen i Oscars församling, Stockholm, var en svensk skådespelare.

## Filmografi
- 1914 – Prästen
- 1930 – Ulla, min Ulla

## Teater

### Roller (ej komplett)
| År   | Roll                                                         | Produktion                                      | Regi               | Teater                |
| ---- | ------------------------------------------------------------ | ----------------------------------------------- | ------------------ | --------------------- |
| 1908 | Fjärdingsmannen                                              | Timmerflottarne Teuvo Pakkala                   |                    | Folkets hus teater    |
| 1908 | Diavolo, utrikesminister Dekadans, notarie Klingert, musikus | Himmel och underjord Frans Hodell               |                    | Folkets hus teater    |
| 1908 | Store Per, rik bonde                                         | I bohuslänska skärgården Oscar Wennersten       |                    | Folkets hus teater    |
| 1909 | Kapten Montgomerie                                           | Lady Frederick W. Somerset Maugham              | Axel Hansson       | Lady Frederick-turnén |
| 1911 | Speehagen, rektor 1:a detektivkonstapeln                     | Försvarsadvokaten Ferenc Molnár                 | Mauritz Stiller    | Lilla teatern         |
| 1915 | Schuppke                                                     | Spader knekt Hans Overweg                       | Einar Fröberg      | Intima teatern        |
| 1915 | Andre kammartjänaren                                         | Pompadours triumf Adolf Paul                    | Einar Fröberg      | Intima teatern        |
| 1916 | Ryttmästare Nordström                                        | Gustaf III August Strindberg                    | Einar Fröberg      | Intima teatern        |
| 1917 | Lakej                                                        | Stövlett-Kathrine Dikken von der Lyhe Zernichow | Einar Fröberg      | Intima teatern        |
| 1917 | Portvakten Hovmästaren                                       | Mästertjuven Tristan Bernard och Alfred Athis   | Einar Fröberg      | Djurgårdsteatern      |
| 1918 | Walter Herbert                                               | Richard III William Shakespeare                 | Einar Fröberg      | Intima teatern        |
| 1927 | Trädgårdsmästaren                                            | Ljusstaken Alfred de Musset                     | Olof Molander      | Dramaten              |
| 1933 | Mr Hallam                                                    | Vi Hallams Rose Franken                         | Knut Martin        | Blancheteatern        |
| 1935 | General Winterton                                            | Processen Bennet Edward Wooll                   | Harry Roeck-Hansen | Blancheteatern        |